# قمر در عقرب (فیلم ۱۹۸۷)
قمر در عقرب (به انگلیسی: Moon in Scorpio) یک فیلم ترسناک آمریکایی محصول سال ۱۹۸۷ به کارگردانی گری گریور است. در این فیلم بازیگرانی چون جان فیلیپ لا، بریت اکلاند و ویلیام اسمیت نقش‌آفرینی کرده‌اند.